# Aleksandr Trietjakow (skeletonista)
Aleksandr Władimirowicz Trietjakow (ros. Александр Владимирович Третьяков; ur. 19 kwietnia 1985 w Krasnojarsku) – rosyjski skeletonista, dwukrotny medalista olimpijski, wielokrotny medalista mistrzostw świata i Europy oraz zdobywca Pucharu Świata.

## Kariera
Pierwszy sukces w karierze osiągnął 30 listopada 2006 roku w Calgary, kiedy zajął drugie miejsce w zawodach Pucharu Świata. W zawodach tych rozdzielił na podium dwóch Kanadyjczyków: Jeffa Paina i Jona Montgomery’ego. Tydzień później w Park City był trzeci, a 19 stycznia 2007 roku w Igls odniósł swoje pierwsze zwycięstwo. W sezonie 2006/2007 był także pierwszy 16 lutego 2007 roku w Winterbergu i drugi 24 lutego 2007 roku w Königssee, co w efekcie dało mu trzecie miejsce w klasyfikacji generalnej. Uplasował się w niej za Zachem Lundem i Erikiem Bernotasem z USA. W 2007 roku wywalczył także złoty medal na mistrzostwach Europy w Königssee.
Najlepsze wyniki w zawodach pucharowych osiągnął w sezonie 2008/2009, kiedy zwyciężył w klasyfikacji generalnej. Rosjanin pięciokrotnie stawał na podium, odnosząc przy tym dwa zwycięstwa. W 2009 roku zdobył także brązowy medal podczas mistrzostw świata w Lake Placid, gdzie przegrał tylko ze Szwajcarem Gregorem Stählim i Adamem Pengillym z Wielkiej Brytanii. Na rozgrywanych rok później igrzyskach olimpijskich w Vancouver także zajął trzecie miejsce. Wyprzedzili go tam jedynie Jon Montgomery i Łotysz Martins Dukurs. Był to pierwszy w historii medal olimpijski dla Rosji w tym sporcie. Kolejny sukces osiągnął na mistrzostwach świata w Königssee w 2011 roku, gdzie był drugi za Dukursem.
Jeden z największych sukcesów osiągnął w 2013 roku, kiedy zwyciężył podczas mistrzostw świata w Sankt Moritz w 2013 roku. Miesiąc wcześniej wywalczył także srebrny medal na mistrzostwach Europy w Igls. Następne zwycięstwo odniósł podczas igrzysk olimpijskich w Soczi w 2014 roku, gdzie został pierwszym w historii rosyjskim mistrzem olimpijskim w skeletonie, jednak w listopadzie 2017 roku decyzją MKOl został zdyskwalifikowany za stosowanie dopingu. Po kilku miesiącach został oczyszczony ze wszelkich zarzutów, co skutkowało przywróceniem medalu. Z mistrzostw świata w Winterbergu w 2015 roku wrócił z dwoma medalami. Najpierw zajął drugie miejsce w ślizgu mężczyzn, przegrywając tylko z Dukursem. Następnie wspólnie z kolegami i koleżankami z reprezentacji zdobył brązowy medal w zawodach drużynowych. Kolejne dwa medale zdobył na mistrzostwach świata w Igls w 2016 roku, gdzie był drugi indywidualnie i drużynowo. W sezonie 2018/2019 po raz drugi w karierze wygrał klasyfikację generalną Pucharu Świata. W lutym 2021 roku zdobył srebrny medal indywidualnie oraz brązowy w drużynie podczas mistrzostw świata w Altenbergu.

## Osiągnięcia

### Igrzyska olimpijskie
| Rok  | Miejsce    | Lokata |
| ---- | ---------- | ------ |
| 2006 | Turyn      | 15.    |
| 2010 | Vancouver  | 3.     |
| 2014 | Soczi      | 1.     |
| 2018 | Pjongczang | –      |
| 2022 | Pekin      | 4.     |

### Mistrzostwa świata
| Rok   | Miejsce      | Lokata |
| ----- | ------------ | ------ |
| 2007  | Sankt Moritz | 5.     |
| 2008  | Altenberg    | 9.     |
| 2009  | Lake Placid  | 3.     |
| 2011  | Königssee    | 2.     |
| 2012  | Lake Placid  | 12.    |
| 2013  | Sankt Moritz | 1.     |
| 2015  | Winterberg   | 2.     |
| 20161 | Igls         | 2.     |
| 2017  | Königssee    | 4.     |
| 2019  | Whistler     | 6.     |
| 2020  | Altenberg    | 8.     |
| 2021  | Altenberg    | 2.     |

1 ex aequo Yun Sung-bin

### Mistrzostwa Europy
| Rok  | Miejsce      | Lokata |
| ---- | ------------ | ------ |
| 2006 | Sankt Moritz | 19.    |
| 2007 | Königssee    | 1.     |
| 2008 | Cesana       | 7.     |
| 2009 | Sankt Moritz | 5.     |
| 2010 | Igls         | 3.     |
| 2011 | Winterberg   | 3.     |
| 2012 | Altenberg    | 6.     |
| 2013 | Igls         | 2.     |
| 2014 | Königssee    | –      |
| 2015 | La Plagne    | 2.     |
| 2016 | Sankt Moritz | 4.     |
| 2017 | Winterberg   | 3.     |
| 2018 | Igls         | 23.    |
| 2019 | Igls         | 3.     |
| 2020 | Sigulda      | 4.     |
| 2021 | Winterberg   | 1.     |
| 2022 | Sankt Moritz | 8.     |

### Puchar Świata
| Sezon     | Lokata |
| --------- | ------ |
| 2006/2007 | 3.     |
| 2007/2008 | 16.    |
| 2008/2009 | 1.     |
| 2009/2010 | 8.     |
| 2010/2011 | 5.     |
| 2011/2012 | 4.     |
| 2012/2013 | 4.     |
| 2013/2014 | 4.     |
| 2014/2015 | 7.     |
| 2015/2016 | 12.    |
| 2016/2017 | 3.     |
| 2017/2018 | 9.     |
| 2018/2019 | 1.     |
| 2019/2020 | 2.     |
| 2020/2021 | 5.     |
| 2021/2022 | 7.     |